# Arcadia (2004)
Arcadia je třetí největší osobní lodí (po lodích Ventura a Azura) britské společnosti P&O Steam Navigation Co. Byla vyrobena v italské loděnici společnosti Fincantieri a dokončena v dubnu 2005. Původně měla být provozována společností Cunard Line jako Queen Victoria. P&O převzala kontrakt ještě během výstavby.
Loď pojme 2400 pasažérů a 830 členů posádky. Mezi její vybaven patří venkovní bazén, bazén se stahovací střechou, tři restaurace (hlavní je dvoupatrová), divadlo, knihovna, kasino, noční klub a řada obchodů. Na lodi je celkem 14 výtahů.

## Pohon
Loď je vybavena revoluční pohonnou jednotkou, tzv. Azipod. Gondoly s lodními šrouby (v případě Arcadie dvě), v nichž je umístěn elektromotor se mohou otáčet o 360 °. Kormidlo tím pádem odpadá a pohon je efektivnější. Elektromotory jsou poháněny dieselagregáty (v tomto případě jich je šest) v zádi lodi.